# 辻美優
辻美優（日语：／ Tsuji Miyū，1996年7月6日—），日本女演員、偶像藝人、配音員、模特兒。Oscar Promotion所屬。出身於東京都。偶像團體elfin'成員。身高165cm。B型血。

## 來歷
2009年，在第12屆全全日本國民美少女比賽決賽中獲勝後進入演藝圈。
2011年，在《3年B組金八先生 FINAL》裡飾演塚田鞠。
2014年1月26日，在由Oscar Promotion、青二Production、博報堂聯合舉辦的第1屆全日本美聲比賽中，發掘外貌和聲音兼備的女演員和配音員，榮獲大獎。作為獲獎的額外獎勵，她在《劇場版 光之美少女 All Stars New Stage3：永遠的朋友》裡以女孩子一角首次擔任配音。
同年4月，由辻美悠、花房里枝、希水汐、吉村那奈美、入江麻衣子、美波和嘉菜、奧谷楓、大槻瞳組成期間限定團體「HONEYCE Girls」，活動了3個月。
2015年4月，3位美聲比賽決賽入圍者（辻美悠、花房理枝、希水汐）組成了團體「elfin'」。8月5日，以《Colorful Fantasy》CD首次亮相。
2017年3月起，在《Animedia》連載《Strawberry Dream》。
2019年，首次主演電影。

## 人物
- 興趣、特長：閱讀、漫畫、繪畫。
- 她計劃未來成為一名演員和模特兒。目標是上戶彩和福田沙紀。

## 同期著名比賽參加者
| 姓名       | 獎項                 | 備註               | —    |
| ---------- | -------------------- | ------------------ | ---- |
| 美優       | 大獎                 | 偶像藝人（elfin'） | No12 |
| 花房里枝   | 準大獎               | 偶像藝人（elfin'） | No11 |
| 希水汐     | 準大獎               | 偶像藝人（elfin'） | No5  |
| 入江麻衣子 | 藍色奧斯卡niconico獎 | 配音員、鋼琴家     | No8  |
| 吉村那奈美 | 多媒體獎             | 配音員             | No6  |
| 美波和嘉菜 | 入圍者               | 配音員             | No9  |
| 奧谷楓     | 入圍者               | 配音員             | No10 |
| 大槻瞳     | 入圍者               | 播報員             | No4  |
| 山本杏奈   | 入圍者               | 偶像藝人（=LOVE）  | No7  |
| 佐藤實季   | 入圍者               | 配音員             | No3  |

## 作品
團體活動請參閱「elfin'」

### 漫畫
- Strawberry Dream（《Animedia》，2017年3月—）完結

## 演出
團體活動請參閱「elfin'」
粗體字表示主要角色。

### 舞台
- 忍法浪漫劍劇 百花百狼 ～戰國忍法帖～ 月下丸之章（2018年12月13日—16日，全勞濟大廳）—飾 三雲伽羅
- （2019年4月25日—29日，東京藝術劇場西劇院）
- 音樂劇（2020年5月20日—24日，六行會大廳（日语：六行会#六行会ホール））
- 線上朗讀劇「葉櫻與魔笛（日语：葉桜と魔笛）」（2020年9月16日，線上演出）[6]
- （2021年5月19日—22日，戶田市文化會館大廳）—飾 朝風南
- （2021年4月16日—18日，線上演出：ZOOM）—飾 根倉
- （2021年10月6日—10日）—飾 蕗來美子
- （2022年4月7日—10日，IMA大廳）—飾 藝人
- 東京的溫度 
  - 第17回公演（2022年6月11日—15日，下北澤小劇場B1）—飾 桃樂絲
  - 第18回公演（2022年10月19日—23日，Sun Mall Studio）—飾 坂東優子
- SITE
  - 音樂劇座1月公演（2024年1月17日—21日，六行會大廳）—飾 月組的御蝶夫人

### 電視動畫
2015年
- Concrete Revolutio ～超人幻想～（郵差）
- 你考古嗎？（2015年—2017年，美優）2系列

2016年
- 美少女戰士Crystal Season III（女學生）
- 超時空要塞Δ（街頭廣播、尼娜·奧布萊恩）

2017年
- 鬼平（少女、澤）
- 動物朋友（巨犰狳）
- 國王遊戲 The Animation（石井里美[7]）

2018年
- 京都寺町三條商店街的福爾摩斯（川口伊奈）
- 喵的咧～貓咪戲說日本史！（日语：ねこねこ日本史）（2018年—2019年，比薩、家臣B、比企能員、豐臣家家臣）2系列

### 電影動畫
- 劇場版 光之美少女 All Stars New Stage3：永遠的朋友（2014年，女孩子）
- 你的名字。（2016年）
- 劇場版 超時空要塞Δ：激情的女武神（日语：劇場版マクロスΔ）（2018年，尼娜·奧布萊恩）

### 遊戲
2014年
- 女友伴身邊（武內未美[8]）

2015年
- 動物朋友（大美洲鴕、大海牛）

2016年
- 放學後少女聚落（日语：放課後ガールズトライブ）（林梅珍[9]）

2018年
- Glass -PART II Misuteras-（米絲特拉絲）
- Vampire†Blood（日下部雫）
- 噬神者（小羽）

2019年
- 我家公主最可愛（葵日向）

2023年
- 神領編年史（特雷米娜·安布魯托）

### 有聲漫畫
- 陰晴不定的體操哥哥（2017年，小孩[10]）
- 黑岩目高不把我的可愛放在眼裡（2021年，川井萌奈）
- 將棋的渡遼君（日语：将棋の渡辺くん）（2023年，伊奈惠）

### 廣播劇CD
- 貓的事情有聲劇系列篇（zelfstandig，1000枚限定販售）

### 外語配音

#### 電影
- 星光繼承者（白雪公主）

#### 電視影集
- 現代斯德哥爾摩（英语：Morden i Sandhamn）（西蒙）

#### 動畫
- 歡樂好聲音（2016年，性感兔子3人組成員）
- 天才阿公（喬吉）

### 旁白
- 松本清店內廣播「HONEYCE」（博報堂，2014年5月13日—20日）
- FamilyMart店內廣播「FamilyMart Flow&Music」旁白（2019年6月4日—）

### 電視劇
- 119特警隊：打火英雄 第46話（2010年2月20日，東京電視台）—飾 岬奈奈
- 3年B組金八先生 FINAL（2011年3月，TBS）—飾 塚田鞠
- 小荳荳電視台（NHK）—飾 SPARX三人組
- 假面騎士Drive 第20話（2015年，朝日電視台）—飾 美優
- Sentinel-2（2019年12月26日，千葉電視台）—飾 奇拉[11]

### 網路電視
- FACE -網路犯罪特搜班-（日语：フェイス -サイバー犯罪特捜班-） 第3話（2017年7月25日）—飾 護士

### 電影
- （2019年9月21日公開）—主演：飾 清水明日香

### 廣告
- Benesse Corporation
- 『博報堂』（HONEYCE）[12]
  - HONEYCE Girls JR篇 Cityliving JR女性專用車廂火車頻道（2014年4月9日—22日）
  - HONEYCE Girls 網路篇 LIB JAPAN（3月21日—4月21日）

### 電視節目
- 早安攝影棚（日语：おはスタ）（2010年，東京電視台）—虫Girl[注 1]
- R的法則（2011年—2018年，NHK教育）—第2期R's成員
- 歸來的animeteleto情報局4（日语：Re:あにてれ情報局）（東京電視台）

### 廣播節目
※記號表示網路廣播。
- 美優、花房里枝、高橋美衣的美聲女子學園♪ 放學後廣播社（日语：辻美優、花房里枝、高橋美衣の美声女学園♪ 放課後ラジオ部）（2014年—2016年，文化放送）
- All Night-NIPPONi ～elfin'的美聲放送局～（2017年—，日本放送）※[13]
- 天籟精靈（bilibili）每週四18時00分～，常駐演出[注 2]
- （2021年7月—，FMUU）

### 網路節目
- 美聲女子HOME ROOM♪ SHOWROOM（2014年7月—2015年10月，DeNA）
- ×（2015年6月30日，niconico直播）—副主持人[14]

### 紀錄片
- 全日本美聲女子大賽紀錄片（2014年，J:COM（日语：JCOM））

### 雜誌
- DiaDaisy（日语：DiaDaisy）（2009年，小學館）—專屬模特兒
- 田口隆祐的噢天哪&加芬克爾講座★與elfin'一起（BASEBALL MAGAZINE社（日语：ベースボールマガジン社）《新日本職業摔角 Bi-monthly》VOL.4—VOL.6）2015年5月29日— 9月29日[15][16]
- 《女性自身（日语：女性自身）》VOL.1—VOL.3（2014年5月13日—6月10日，光文社）—美容蜂蜜洗髮精合作

### 形象角色
- Potafes 2018 冬季視覺海報

### 宣傳大使
- LIB JAPAN Honeyce'Girls（2014年）

### 其它
- 第四十五回 我的BOOK ISM elfin'（辻美優&小倉舞子）[17]（2019年5月15日，電子書籍.com）
- 葉櫻與魔笛（有聲書，朗讀）
- 不二家「2012年秋季 不二家計畫指南」

## 受獎歷
- 第12屆全日本國民美少女比賽晉級（Oscar Promotion所屬）
- 第1屆國民美聲女大賽冠軍（青二Production所屬）

## 腳註

## 外部連結
- 美優｜Oscar Promotion （日語）
- 美優｜青二Production （日語）
- 辻美優的X（前Twitter） （日語）
- （日語）—辻美優的be amie官方部落格。
- 美優、花房里枝、高橋美衣的美聲女子學園♪ 放學後廣播社 （日語）
- Honeyce’Girls （日語）